# IC 1165B
IC 1165B је елиптична галаксија у сазвјежђу Херкул која се налази на листи објеката дубоког неба у Индекс каталогу.
Деклинација објекта је + 15° 41' 34" а ректасцензија 16h 2m 8,6s. Привидна величина (магнитуда) објекта IC 1165 износи 15,0 а фотографска магнитуда 16,0. IC 1165B је још познат и под ознакама MCG 3-41-49, CGCG 108-67, VV 90, PGC 56768.